# دراشكو ألبيانيتش
دراشكو ألبيانيتش (بالصربية: Драшко Албијанић) مواليد 14 ديسمبر 1986 في جمهورية البوسنة والهرسك الاشتراكية، هو لاعب كرة سلة صربي. بدأ مسيرته الاحترافية في سنة 2003. يحمل الرقم 15.

## المسيرة الاحترافية
لعب مع سي إس يو بلويشت في موسم 2011–2012، ثم لعب مع نادي بيتيشت لكرة السلة في موسم 2012–2013، ثم لعب مع نادي إيجوكيا لكرة السلة في سنة 2016.

## روابط خارجية
- دراشكو ألبيانيتش على موقع الاتحاد الدولي لكرة السلة (الإنجليزية)
- دراشكو ألبيانيتش على موقع كرة السلة الأوروبية.كوم (الإنجليزية)
- دراشكو ألبيانيتش على موقع ريلجم (الإنجليزية)
- دراشكو ألبيانيتش على موقع بروبوليرز (الإنجليزية)